# Dušan Farčnik
Dušan Farčnik, slovenski gradbeni inženir, * 12. april 1919, Ptuj, † 6. julij 1997, Ljubljana.
Ukvarjal se je s statiko in konstruiranjem. Deloval je v domovini in v Nemčiji.

## Mladost in študij
Njegov oče Anton Farčnik je bil na Ptuju jurist in okrajni glavar. Imel je še brata Milana. Preselili so se v Celje, kjer je Dušan maturiral leta 1938. Tam je živel tudi kot študent. Študij na gradbenem oddelku Tehniške fakultete v Ljubljani je prekinil zaradi vojne. Diplomiral je leta 1948.

## Delo
Najprej je delal v Podjetju za ceste, Projektivnem zavodu in Projektu - nizke gradnje. Leta 1955 je dobil pooblastilo za samostojno odgovorno inženirsko delo. Od takrat do leta 1964 je delal v Gradisu, v oddelku za projektiranje zgradb. Vmes je leta 1958 za eno leto odšel na specializacijo v Anglijo. Med letoma 1964 in 1975 je delal v ZR Nemčiji, najprej šest let pri rojaku, inž. Ottu Likarju, nato v podjetju Ayan und Partner. Od leta 1975 do upokojitve leta 1988 je bil na Republiškem inšpektoratu za ceste.
Njegov mentor v dobi pripravništva je bil Svetko Lapajne. V tem času je preračunal 54 m dolg ločni most čez Lahinjo v Črnomlju. Posebnost tega mostu je prvikrat v Sloveniji uporabljeno statično upoštevanje sodelovanja loka z voziščno konstrukcijo pri upogibnih obremenitvah.
Pri projektiranju avtocestnih nadvozov preko glavne ceste Ljubljana - Zagreb je prvi predvidel prednapete montažne nosilce. Statična posebnost je bila v upoštevanju ugodnosti, ki jih nudi povezovanje glavnih nosilcev s prečniki v tako imenovano brano. Pri paličnem mostu čez Idrijco v Dolenji Trebuši po sistemu Nielson z obešenim voziščem je prvi uvedel originalni način prednapenjanja nateznih palic. Teh palic ni takoj zabetoniral, ampak predvidel takojšnjo začasno obremenitev mostu z gramozom. Tako napete palice je zabetoniral. Z odstranitvijo gramozne obremenitve mostu je dobil obložni beton nateznih palic nekaj tlačne prednapetosti.
Njegovo delo so še strešne dvoranske konstrukcije hal v Kidričevem in avtomobilskih delavnic v Ljubljani (Mercedes, DKW). V Münchnu se je ukvarjal tudi z revizijami statičnih elaboratov.

## Zasebno
Z ženo Katjo je imel hčer Manjo, arhitektko. Igral je šah, hodil je v gore in na lov ter smučal. Tri leta pred smrtjo je zbolel. Pogreb z žaro je bil 10. julija 1997 na mestnem pokopališču v Celju.